# Careproctus patagonicus
Careproctus patagonicus és una espècie de peix pertanyent a la família dels lipàrids.

## Hàbitat
És un peix marí i batidemersal que viu fins als 2.394 m de fondària.

## Distribució geogràfica
Es troba a l'Atlàntic sud-occidental: el nord-est del Cap d'Hornos.

## Observacions
És inofensiu per als humans.